# Forhistoriske pælehuse i Alperne
Forhistoriske pælehuse i Alperne er en byggemetode og levemåde fra yngre stenalder og bronzealderen, der var udbredt i flere dele af Alperne langs floder, søer og enge.
Et udvalg af 111 pælehuse blev i 2011 optaget på UNESCOs Verdensarvsliste som et samlet objekt, hvoraf 56 ligger i Schweiz, 19 i Italien, 18 i Tyskland, 11 i Frankrig, 5 i Østrig og 2 i Slovenien.